# Гробовой портрет

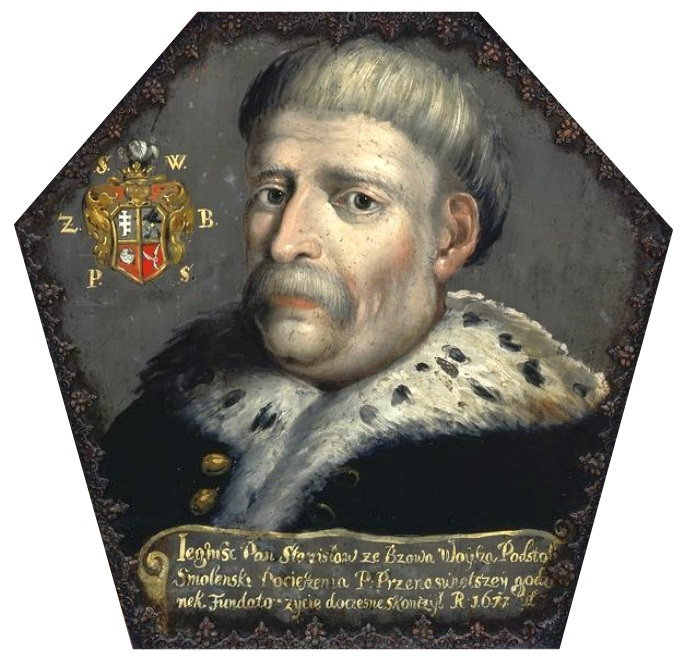
Гробовой портрет Станислава Войши

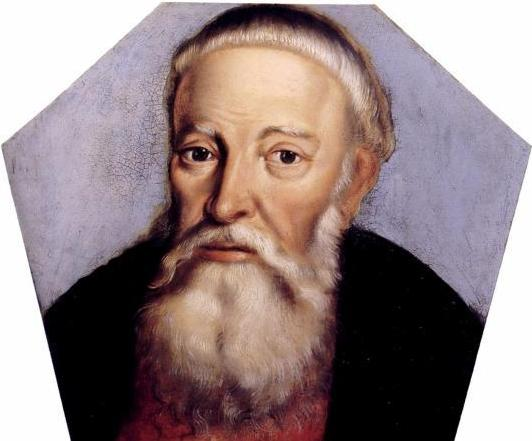
Гробовой портрет из Олькуша

Гробовой портрет — реалистическое изображение покойного, один из элементов Castrum Doloris (Замка страданий) — парадного возвышения для гроба во время похоронных церемоний. Являются характерной формой портрета эпохи сарматизма.
Гробовые портреты (пол. portret trumienny — труменные) писались на листовой меди или по листовому олову. Эта форма живописи была наиболее распространена в XVΙΙ и XVΙΙΙ веках среди шляхты.

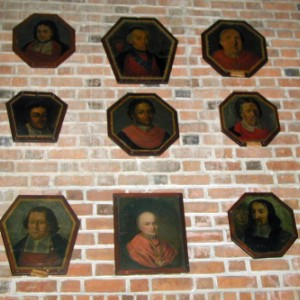
Гробовые портреты в кафедральном соборе в Познани

Пяти-, шести- или семигранная форма портрета была связана с формой лобной стороны гроба, так как во время траурных церемоний портрет прикреплялся к гробу со стороны головы покойного. С противоположной стороны были прикреплены эпитафии, с обеих сторон гербовые щиты.
После похорон портрет помещали на стену костёла.
Самим древним из сохранившихся портретов является портрет короля Стефана Батория (1586 г.).
Крупнейшая коллекция гробовых портретов находится в музее в Мендзыжече.